# ジョン・ベレスフォード (第5代ウォーターフォード侯爵)

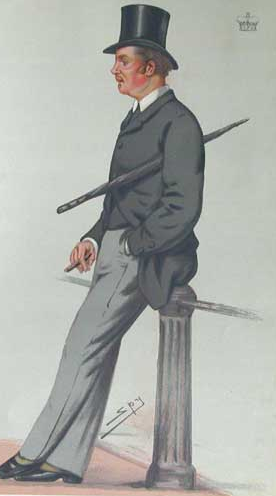
『バニティ・フェア』1879年8月9日号におけるカリカチュア。レスリー・ウォード画。

第5代ウォーターフォード侯爵ジョン・ヘンリー・ド・ラ・プア・ベレスフォード（英語: John Henry de la Poer Beresford, 5th Marquess of Waterford KP PC PC (Ire)、1844年5月21日 – 1895年10月23日）は、アイルランド貴族、イギリスの軍人、政治家。第1次ソールズベリー侯爵内閣期にバックハウンド管理長官を務めた。1859年から1866年までティロン伯爵の儀礼称号を使用した。

## 生涯
第4代ウォーターフォード侯爵ジョン・ド・ラ・プア・ベレスフォードとクリスティアナ・レズリー（Christiana Leslie、1905年5月19日没、チャールズ・ポウェル・レズリーの娘）の息子として、1844年5月21日にロンドンで生まれた。イートン・カレッジで教育を受けた。
1862年から1869年までライフガーズ第1連隊で士官を務めた。
1865年イギリス総選挙でカウンティ・ウォーターフォード選挙区から選出され庶民院議員になり、1866年11月6日に父が死去するとウォーターフォード侯爵位を継承、貴族院に移籍した。
1868年11月17日、聖パトリック勲章を授与された。
1874年8月19日から1895年10月23日までウォーターフォード統監を務めた。その後、1879年にアイルランド枢密院の枢密顧問官に任命され、1885年6月27日に連合王国枢密院の枢密顧問官に任命され、同日にバックハウンド管理長官にも任命された。以降1886年2月17日まで同職を務めた。
1876年時点でウォーターフォード県に39,883エーカーの、ウィックロー県に26,035エーカーの、キルケニー県に406エーカーの、キャバン県に305エーカーの、キルデア県に55エーカーの土地を所有し、土地からの年収は32,749ポンドだった。領地の面積は1883年時点でも変わらず、土地からの年収も32,752ポンドとほとんど同じだった。
1883年に狩猟中で事故を起こし、以降その怪我の痛みに長期間苦しんだ。1895年10月23日にカラーモアで拳銃自殺し、息子ヘンリーが爵位を継承した。自殺の理由は「一時的な精神異常」（temporary insanity）とされた。

## 家族
1872年8月9日、フローレンス・グロヴナー・ローリー（Florence Grosvenor Rowley、1840年頃 – 1873年4月4日、ジョージ・ローリーの娘）と結婚した。
- 死産（1873年3月31日） - フローレンスは死産の5日後に死去した

1874年7月21日、ブランシュ・エリザベス・アデレード・サマセット（Blanche Elizabeth Adelaide Somerset、1856年3月26日 – 1897年2月22日、第8代ボーフォート公爵ヘンリー・サマセットの娘）と再婚、1男3女をもうけた。
- ヘンリー・ド・ラ・プア（1875年 – 1911年） - 第6代ウォーターフォード侯爵
- メアリー（1877年4月30日 – 1877年5月31日）
- スーザン・ド・ラ・プア（1877年4月30日 – 1947年10月30日） - 1902年4月28日、ヒュー・ドーネイ閣下（Hon. Hugh Dawnay、1875年9月19日 – 1914年11月6日、第8代ダウン子爵ヒュー・ドーネイ（英語版）の息子）と結婚、子供あり
- クロダー・ド・ラ・プア（英語版）（Clodagh de la Poer、1879年8月6日 – 1957年4月17日） - 1901年2月27日、クロード・アンソン（Claud Anson、1947年12月25日没、第2代リッチフィールド伯爵トマス・アンソン（英語版）の息子）と結婚、子供あり